# Dukuhsalam
Dukuhsalam is een bestuurslaag in het regentschap Brebes van de provincie Midden-Java, Indonesië. Dukuhsalam telt 2170 inwoners (volkstelling 2010).